# Бухта двох народів
34°59′22″ пд. ш. 118°11′02″ сх. д. / 34.9894° пд. ш. 118.184° сх. д.
Природний заповідник Бухта двох народів (англ. Two Peoples Bay Nature Reserve) — природоохоронна територія в Австралії. Розташована за 35 км на схід від міста Олбані (Західна Австралія). Заповідником керує Департамент парків і дикої природи Західної Австралії. Заповідник включаює два невеликі відокремлені пляжі, які звернені на схід і захищені від Південного океану мисом, утвореним гранітним масивом гори Гарднер. Природний заповідник був створений у 1967 році для захисту гущака великого — птаха, що перебуває під загрозою зникнення. Тут також виявлено рідкісного сумчастого потору Гілберта (Potorous gilbertii), але у 2015 році величезна пожежа знищила 90 % середовища проживання крихітної тварини, а також убило три чверті невеликої популяції, що залишилася.

## Історія
Назва «Бухта двох народів» походить від інциденту 1803 року, коли американське китобійне судно використовувало захищені води, щоб поставити якір одночасно з французьким судном, яке досліджувало берегову лінію на схід від Олбані.
Натураліст Джон Гілберт досліджував цю територію в 1840-х роках, давши своє ім'я потору Гілберта. У середині 19 століття в затоці вівся китобійний промисел. Бухта двох народів була оголошена природним заповідником у 1967 році
12 жовтня 2012 року на приватній землі поблизу заповідника спалахнула лісова пожежа Через раптову зміну напрямку вітру вантажівку, в якій перевозили двоє пожежників, було охоплено вогнем; вони сильно обгоріли. Понад 1000 га чагарників було спалено, а один із пожежників загинув.
Наприкінці листопада 2015 року вогонь охопив 1200 га території заповідника, знищивши приблизно 90 % середовища проживання потору Гілберта і вбивши близько 15 із приблизно 20 тварин, що мешкали в заповіднику. Головний науковий співробітник департаменту сказав, що пройде приблизно 20 років, перш ніж середовище існування відновиться настільки, щоб підтримувати популяцію маленьких сумчастих.

## Флора і фауна

### Рослини

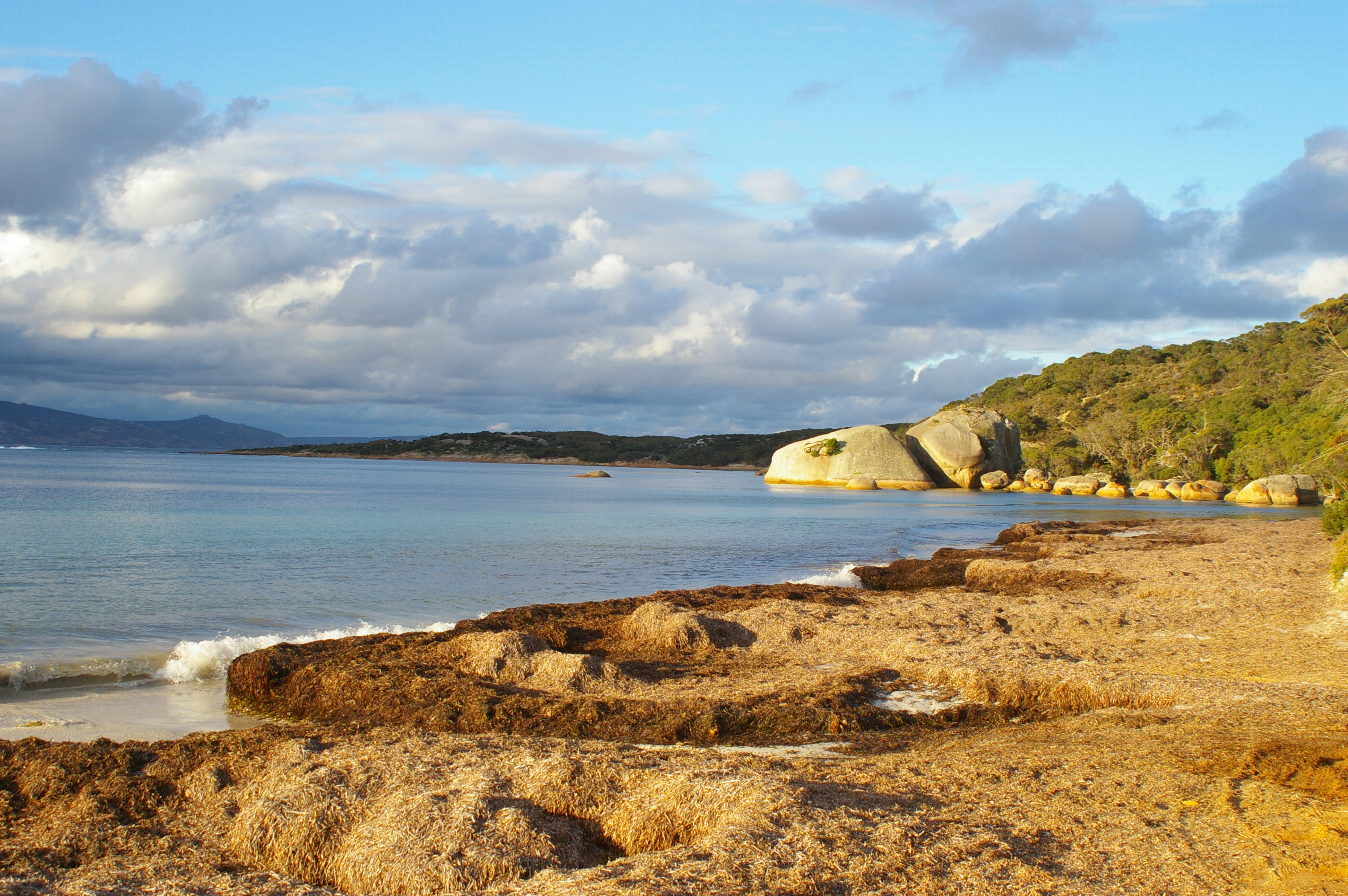
Західний край Бухти двох народів

Тип рослинності, яку можна знайти в парку, можна класифікувати таким чином: низькі ліси знаходяться на північ від озера Моутс, на околицях водно-болотних угідь і поблизу офісів заповідника. Тут переважають дерева заввишки до 15 м, зокрема різні види евкаліпта, у тому числі Eucalyptus megacarpa, Eucalyptus marginata та Eucalyptus cornuta, а також інші види, такі як маррі та ялівцевий мирт.
У підліску низьколісся представлені такі види, як Banksia littoralis, Bossiaea linophylla і Acacia leioderma. Низькі ліси в широких долинах на північ від озера Моутс, в основному, складаються з Eucalyptus staeri, а територія між озерами Моутс і Гардінер заросла Banksia littoralis. Грибок Phytophthora cinnamomi знищив популяцію Banksia verticillata, що знаходиться під загрозою зникнення.

### Тварини
Затока двох народів є домом для найбільш загрозливого ссавця Австралії та однієї з найрідкісніших тварин у світі, потору Гілберта (Potorous gilbertii). Цей потору вважався вимерлим (його не помічали протягом століття), доки в 1994 році не було виявлено популяцію в Затоці двох народів. У 2007 році було підраховано, що в дикій природі залишилося менше 40 особин. У листопаді 2015 року в заповіднику проживало близько 20 особин, коли територію охопила величезна пожежа, яка вбила 15 тварин і знищила більшу частину середовища проживання, для відновлення якого знадобиться приблизно 20 років.
Інші ссавці, яким загрожує зникнення, включають південного коричневого бандикута, західного кільчастого опосума, австралійського морського лева та новозеландського морського котика. Відомо також, що парк населяють квоки, і вважається, що Затока двох народів знаходиться поблизу східної межі їхнього ареалу. У парку можна зустріти кілька рептилій, у тому числі маленьку коричневу змію, килимового пітона, красивого сцинка.

#### Птахи
Заповідник є частиною важливої орнітографічної території Затоки двох народів і гори Маніпікс, визначеної BirdLife International через її значення для збереження кількох рідкісних видів птахів, які перебувають під загрозою зникнення. Тут живе популяція гущака великого — виду птахів, який вважався вимерлим, поки його не було знову відкрито в 1961 році. Тоді популяція була оцінена в менше ніж 100 птахів, тоді як у 1994 році вважалося приблизно 1100 (з яких 450 знаходяться в заповіднику). Інші птахи, яким загрожує зникнення, що населяють заповідник, це папужка болотяний, щетинкодзьоб західний, батіжник вусатий і бугай австралійський. Серед інших видів птахів, які перебувають під загрозою зникнення, що спостерігалися в парку, можна відзначити какатоїса евкаліптового, сапсана, пісочника чорноголового, бугайчика та вогнегуза південного. Серед морських птахів, які гніздяться на островах навколо затоки, є тайфунник довгокрилий і буревісник світлоногий.